# Der große Händel
Der große Händel ist eine britische Filmbiografie von Norman Walker aus dem Jahr 1942. Sie hat den von Wilfrid Lawson verkörperten deutsch-britischen Komponisten Georg Friedrich Händel zum Thema. Elizabeth Allan und Malcolm Keen sind in tragenden Rollen besetzt.

## Handlung
Als König Georg II. den britischen Thron besteigt, beauftragt er Georg Friedrich Händel mit der Komposition der Coronation Anthems.
Im Jahr 1738 befindet sich Händels Opernbetrieb in der Krise. Händels Impresario Johann Jacob Heidegger spricht erfolgreich bei Friedrich Ludwig von Hannover, dem Prince of Wales, vor, um Unterstützung für die nächste Opernsaison zu erbitten. Händel widerstrebt es, auf den selbstgefälligen Prinzen angewiesen zu sein. Inzwischen vermittelt ihm seine erfolgsverwöhnte Sängerin Susanna Maria Cibber Phineas als Butler.
Auch die nächste Oper Faramondo wird zum Misserfolg, unter anderem, weil Händel sich das herablassende Verhalten des Prinzen nicht gefallen lässt. Der Prinz versagt ihm wenig später jede Unterstützung; die Gläubiger insistieren ihn und bestehen darauf, ihr Geld zurückzubekommen. Händel schlägt vor, sein höfisches Maskenspiel Acis and Galatea neu aufzuführen.
Wenig später nimmt Händel die beiden Söhne des Oboisten Jean Christian Kytch bei sich auf, der kurz zuvor gestorben war, da er aus Not keine Nahrung mehr zu sich nahm. Händel beschämt seine allzu fordernden Gläubiger, als er ihnen das Schicksal von Vater Kytch vor Augen führt. Die Geschwister Kytch bringt er in der von Kapitän Thomas Coram gegründeten Findlingsanstalt Foundling Hospital unter.
Auch während der nächsten Jahre hat Händel mit dem Bankrott zu kämpfen und erkrankt ernsthaft. Da bittet ihn Mäzen und Librettist Charles Jennens, sein aus der Bibel zusammengestelltes Oratorienlibretto Messiah zu vertonen. Zunächst nur widerwillig, sagt Händel zu und macht sich unter großen Anstrengungen an die Arbeit. Die Aufführungen im Dezember 1742 in Dublin und im März 1743 in London unter Mitwirkung von Susanna Maria Cibber werden ein großer Erfolg.

## Produktion

### Produktionsnotizen
Der Film wurde von der Lord Rank’s G.H.W. Productions Ltd. in Zusammenarbeit mit Independent Producers in den Denham Studios in Technicolor erstellt. Firmenchef J. Arthur Rank kritisierte nach einer privaten Vorführung, dass es der Verfilmung an einer glamourösen Ausstrahlung mangele. Es spielt das London Philharmonic Orchestra. Unter anderem erklingt Musik aus Händels Oratorium Messiah, Libretto: Charles Jennens, gesungen von Elizabeth Allan mit der Stimme von Gladys Ripley und einem Chor, Orchesterleitung: Ernest Irving.

### Historie

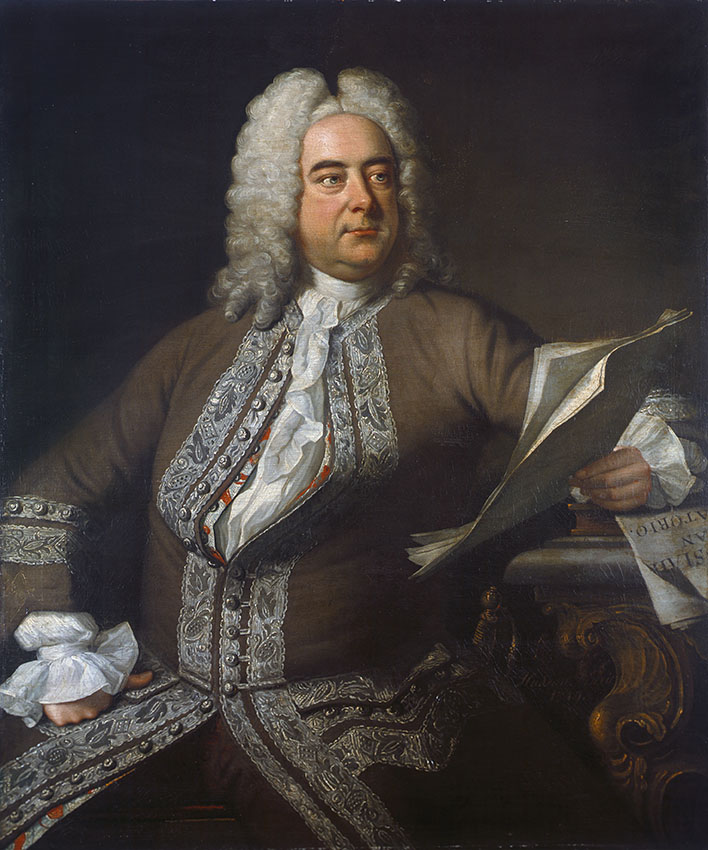
Georg Friedrich Händel

Georg Friedrich Händel (1685–1759) war ein deutsch-britischer Komponist des Barock. Sein Hauptwerk besteht aus 42 Opern und 25 Oratorien, worunter der Messiah mit dem weltbekannten Chor „Hallelujah“ besonders hervorzuheben ist. Des Weiteren schrieb er Kirchenmusik für den englischen Hof, Kantaten, Orchestermusik sowie Kammer- und Klaviermusik. Der Komponist gilt als einer der bedeutendsten Musiker der Geschichte.
Die Coronation Anthems komponierte Händel zur Krönung von Georg II. und Königin Caroline 1727 in der Westminster Abbey. Anthem I: Zadok the priest wird seither bei jeder britischen Krönungszeremonie gespielt, letztmals 1953 anlässlich der Krönung von Elisabeth II. Bekannt ist das Stück auch als Erkennungsmelodie der UEFA Champions League. Friedrich Ludwig von Hannover (1707–1751), der Prince of Wales, war der älteste Sohn Georgs II. von Großbritannien und seiner Ehefrau Caroline. Er starb neun Jahre vor seinem Vater; die Todesursache ist nicht genau bekannt. Die Beziehung zwischen ihm und Händel war schwierig. Der Prince of Wales protegierte die Adelsoper.
Faramondo ist die erste Oper Händels nach dem Zusammenbruch der dritten Opernakademie 1737. Obwohl Faramondo zunächst überschwänglich gelobt worden war, brachte die Oper es bei ihrer Erstaufführung nur auf kärgliche sieben Aufführungen.
Jean Christian Kytch (gestorben 1738) war ein niederländischer Barock-Oboist und als Händels Oboist bekannt. Die Not, in der sich dessen Söhne nach dem Tod ihres Vaters befanden, soll die Veranlassung gegeben haben, den Fonds zur Unterstützung von Kindern verarmter Musiker ins Leben zu rufen, zu dem Händel großzügig beitrug.
Händels Oratorium Messiah, das in einer englischsprachigen Zusammenstellung von Charles Jennens auf Bibeltexten beruht, wurde im Sommer 1741 komponiert und im April 1742 in Dublin uraufgeführt. Das Werk gehört auch heute noch zu den populärsten Beispielen geistlicher Musik des christlichen Abendlandes. Der berühmteste Satz des Werkes ist das Hallelujah, das den zweiten der drei Teile beschließt. Es ist Brauch, bei seinem Erklingen aufzustehen.

### Veröffentlichung, Erfolg
Der Film war seinerzeit kein Erfolg an der Kinokasse. Im Vereinigten Königreich wurde er am 9. November 1942 veröffentlicht, in den Vereinigten Staaten am 9. September 1943 in New York. In Portugal erfolgte eine Veröffentlichung am 12. November 1943, in Schweden am 20. April 1946 und in Österreich unter dem Titel Der große Händel im Dezember 1950. Veröffentlicht wurde der Film zudem in Griechenland und Rumänien. In Deutschland erschien er nicht. Bisher erfolgte auch keine mit einer deutschen Tonspur versehene Veröffentlichung auf DVD.

## Kritik
Auf der englischen Seite Prayerfoundation war die Rede von einem aufwändigen Zeitdrama, das die Prüfungen und den Sieg eines der begabtesten Komponisten zum Inhalt hat, dessen Geschenke an die Nachwelt außergewöhnlich und dessen Erbe unbezahlbar sei.